# أولاد منصور (مداغ)
أولاد منصور هي إحدى مشيخات المملكة المغربية، تتبع جغرافيا لإقليم بركان وإداريًا لمداغ. يقدر عدد سكانها بـ 9759 نسمة حسب الإحصاء الرسمي للسكان والسكنى لسنة 2004.